# Cratere Veneneia
Veneneia è il secondo cratere per dimensioni presente sulla superficie dell'asteroide 4 Vesta. Ha un diametro di circa 450 km e la sua età è stata stimata in almeno due miliardi di anni.
Il cratere è parzialmente sovrapposto da un secondo cratere, testimonianza di un impatto successivo, di 505 km di diametro, il cratere Rheasilvia.
È stato scoperto dalla missione Dawn della NASA nel 2011 e intitolato alla vestale romana Veneneia.
L'impatto che ha generato il cratere ha prodotto inoltre una serie di fratture di grandi dimensioni, riconoscibili perché concentriche al cratere stesso. La maggiore di esse, presente nell'emisfero settentrionale di Vesta, è la Saturnalia Fossa che si estende per circa 366 km e raggiunge un'ampiezza massima di 39 km.